# SN 2008in
SN 2008in – supernowa typu II-P odkryta 26 grudnia 2008 roku w galaktyce NGC 4303. W momencie odkrycia miała maksymalną jasność 14,90m.